# Aldemar Reyes Ortega
Aldemar Reis Ortega é um ciclista colombiano, nascido a 22 de abril de 1995.Actualmente corre para a equipa GW Shimano.

## Palmarés
Não tem conseguido nenhuma vitória como profissional.

## Resultados nas Grandes Voltas
Durante a sua carreira desportiva tem conseguido os seguintes postos nas Grandes Voltas.
| Carreira        | 2017 | 2018 | 2019 |
| --------------- | ---- | ---- | ---- |
| Giro d'Italia   | -    | -    | -    |
| Tour de France  | -    | -    | -    |
| Volta a Espanha | 45º  | -    | -    |

-: não participa 

Ab.: abandono 

## Equipas
- GW Shimano (2014-2015)
- Manzana Postobón Team[1] (2016-05.2019)
- GW Shimano (06.2019-)